# Bärbel Fuhrmann
Bärbel Fuhrmann (Breslavia, Alemania, 29 de marzo de 1940) es una nadadora alemana de origen polaco retirada especializada en pruebas de estilo libre y estilo mariposa, donde consiguió ser medallista de bronce olímpica en 1960 en los 4 x 100 m estilos.

## Carrera deportiva
En los Juegos Olímpicos de Roma 1960 ganó la medalla de bronce en los relevos de 4 x 100 m estilos, con un tiempo 4:47.6 segundos, tras Estados Unidos (oro) y Australia (plata); sus compañeras de equipo fueron las nadadoras: Ingrid Schmidt, Ursula Küper y Ursel Brunner.